# Paraquilegia scabrifolia
Paraquilegia scabrifolia är en ranunkelväxtart som beskrevs av Pakhomova. Paraquilegia scabrifolia ingår i släktet Paraquilegia och familjen ranunkelväxter. Inga underarter finns listade i Catalogue of Life.